# Pellicula
Pellicula (von lateinisch pellicula „Pelzchen“, „Häutchen“), im Englischen auch pellicle, werden verschiedene, zueinander nicht immer homologe Zellhüllen um einzellige Algen oder Protisten genannt. Bei vielen Gruppen bezeichnet sie eine nicht näher definierte, äußere Struktur aus der Zellmembran mit darunter ansitzenden Verdickungen verschiedener Art (alternativ auch Cortex oder Ektoplasma genannt). Bei den Ciliaten bezeichnet Pellicula den äußeren Teil der Zelle, bestehend aus Zellmembran, Alveoli genannten Vakuolen und der äußeren, Epiplasma genannten Schicht des Cytoplasmas. Bei den Dinoflagellaten wird der Ausdruck verwendet für die Wandstruktur temporärer Cysten, nachdem diese ihre dauerhafte Hülle (Theka oder Theca genannt) abgeworfen haben. Bei den Chlamydomonadales bezeichnet der Begriff ein Häutchen aus aggregierten Zellen, das sich beim Zusammentreffen der Zygoten unterschiedlicher Paarungstypen ausbilden kann.
Aufgrund seiner Missverständlichkeit haben Preisig und Kollegen empfohlen, den Ausdruck fallen zu lassen.

## Pellicula der Euglenida
Die Pellicula der Euglenida ist eine aus Proteinen bestehende, direkt unter der Zellmembran sitzende Hüllstruktur der einzelnen Zellen. Sie besteht beim Augentierchen (Euglena) aus streifenartigen Platten, die gegeneinander verschiebbar sind. Bei anderen wie Phacus können sie eine starre, untereinander verbundene Hülle bilden. Die im Lichtmikroskop sichtbaren Streifen bestehen aus rippenartigen Proteinstrukturen mitsamt begleitenden Mikrotubuli und endoplasmatischem Reticulum, sie werden zusammengehalten durch Überlappungen an den Rändern und faserigen Verbindungen zum Zellskelett. Sie können nach außen vorragende Spitzen und andere Vorsprünge aufweisen. Die Zahl der Streifen ist oft artkonstant, etwa 40 bei Euglena gracilis. Ihre Breite ist unterschiedlich, die schmalsten werden im Lichtmikroskop nicht mehr aufgelöst. Die Streifen können gerade oder gedreht (spiralig) verlaufen. Meist besitzen die Streifen der Pellicula eine verdickte und eine dünnere Kante, die dünne ist umgeschlagen und über die dickere eingebogen, so dass eine flexible Struktur resultiert.
Euglena vermag trotz der festen Hülle in erheblichem Maße, seine Form zu verändern (sogenannte „euglenoide“ Bewegung). Die Pellicula der Euglenida wurde früher oft mit dem synonymen Ausdruck Periplast bezeichnet.